# 다크 에이지 오브 카멜롯
《다크 에이지 오브 카멜롯》(Dark Age of Camelot)은 미식 엔터테인먼트에서 개발한 게임으로 아서왕의 전설과 카멜롯 지역을 배경으로 하는 MMORPG이다. 대한민국에서는 2002년 버프 엔터테인먼트에서 서비스를 시작했으나, 2006년 공식적으로 문을 닫았다. 그러나 그 뒤에도 게임 서비스를 계속하고 있었으며, 이후 이것은 정식 서비스 계약없이 독자적으로 했던 것으로 알려져 파문이 일었다.
DAoC는 3개의 진영으로 나뉘며 진영간 전쟁(Realm Vs. Realm, RVR)을 게임의 핵심 테마로 하고 있다. 하이버니아, 알비온, 미드가드 3개의 진영은 제각각 독자적인 직업군과 개성적인 기술을 보유하며, 특정 캐릭터를 제외하고 진영의 분위기에 맞추어 조절되어 있으며, 중앙의 전쟁 지역에 모여 상대 진영의 성과 보물을 빼앗는 고유의 설계를 가지고 있다.

## 진영과 종족
하이버니아는 스칸디나비아 반도의 켈트 종족들을 엘프, 루리킨, 피볼그, 샤, 켈트 종족으로 묘사하였고 켈트신앙을 중심으로 한 북유럽의 신화에서 컨셉트 했다.
알비온은 인간의 삶을 중심으로 아서왕의 실종으로 혼란에 빠진 브리튼과 사라센, 하이랜더 등의 종족이 있다.
미드가드는 바이킹 신화(북구 신화)에서 기반한 미드가드는 신들의 축복을 받아 제각각의 직업군이 구성되어 있다.

## 스킬시스템 (스타일과 마법)
DAoC의 스킬 시스템 중 주목할 만한 것은 근접 전투용 스타일(style)과 마법(spell)이 있다.

### 스타일 - 근접 전투용 스킬
근접 전투용 스타일은 매우 다양한데 사용 무기의 종류에 따라 다르며 위치기반, 조건기반 스킬이 있으며 연계기 개념도 풍성하다.
무기의 종류에 따라서 방어구와의 상성이 다른데 간략하게 설명하자면, 알비온 렐름의 경우 근접무기는 크러쉬, 슬래쉬, 쓰러스트 등 3가지 타입이 있다. 크러쉬는 망치와 같은 둔기류를 말하며 슬래쉬는 도(刀)와 같이 베는, 쓰러스트는 검(劍)과 같이 찌르는 타입이다.
방어구 또한 다양하다, 천 방어구 부터, 가죽, 쇠징박은 가죽(스터디드), 사슬갑옷, 판금갑옷 등 다양하며, 각 직업의 능력, 레벨에 따라 착용에 제한이 있다. 예를 들면, 같은 판금갑옷 상대를 공격한다고 하면 크러쉬 타입으로 때리면 데미지(+)가 되고, 쓰러스트 타입으로 공격하면 데미지(-)가 되는 식이다.

### 방어의 종류
적의 공격을 맞지 않고 막는다.
- 방패로 막는다(블럭), 무기로 쳐낸다(패리), 몸을 비틀어서 회피한다(이베이드)

근접 공격용 스타일 또한 다양하다
- 위치기반: 상대를 공격할 때 어느 위치에서 때리느냐에 따라 적용되는 스킬이 다르다.
  - 적의 측면에서 써야 적중하는 스킬이 있고 후면에서 써야하는 스킬이 있는 식이다.

- 조건기반: 앞서 설명한 적의 공격을 방어했을 경우 발동되는 스킬 등

- 연계기: 선행스킬이 적중(클린히트) 했을 때 발동 가능한 일종의 콤보개념이다.

- 부가효과: 적에게 데미지를 줌과 동시에 추가로 효과를 줄 수 있다.

예를 들자면 적이 피를 흘리며 지속적으로 체력이 줄어든다던가,
무기력상태(멍해짐, 스턴)에 빠진다던가, 공격속도나 이동속도가 줄어드는 식이다.

## 마법의 종류
마법 또한 다양하다.
마법사의 마법은 시전시간이 필요하며 캐릭의 민첩성에 따라서 좀 더 빠른 시전이 가능하다.
와우와 다른 점은 시전중 공격을 받으면 시전이 아예 실패한다는 것이다.
공격형 마법 하나 조차도 볼트 스펠과 DD가 있다.
- 볼트(bolt): 적을 향해 날아가는 공격마법 - 방패등으로 막을 수 있다.

DD(Direct Damage): 시전이 끝남과 동시에 바로 데미지를 입히는 마법.
적을 약화시키는 CC(Crown Control)
- 메즈: 흔히 잠재운다고 한다, 적을 혼란상태에 빠뜨려 어떠한 행동도 못하게 한다.

- 스턴: 멍해짐 효과인데, 메즈와는 다르게 공격을 받아도 풀어지지 않는다.

- 루트: 적이 움직이지 못하게 한다.

- 스네어: 일정 비율로 적의 이동속도를 낮춘다.

- 니어사이트: 캐릭의 시야거리를 줄여서 마법시전등을 불가능하게 한다.

이러한 효과가 단일 대상 뿐만 아니라 광역(일정 범위내 모든 적을 타격)으로도 가능하다.

## 나라별 현황

### 대한민국
한국에서는 (주)버프엔터테인먼트에서 미씩엔터테인먼트와 라이선스 계약을 맺고, 2002년 클로즈베타를 시작으로 정식으로 한글화하여 유료 서비스를 시작하였다. 유료결제한 사용자의 접속율이 다른 게임은 10%대인데 비하여 50% 이상의 접속으로 게이머의 충성도가 대단히 높은 게임이었다. 하지만, 국내 최초의 3D 게임이고, 마우스 클릭만으로 플레이할 수 있는 게임이 아니고, 키보드와 함께 활용해야 게임의 묘미를 극적으로 느낄 수 있는 컨트롤 때문에 초보자의 게임 진입이 상당히 어려웠다. 그러한 이유로 게이머의 유입이 늘지 않아 점차 어렵게 살림을 꾸려나갈 수밖에 없었다. 하지만, (주)버프엔터테인먼트의 사정이 어려워지자, 회사를 새로운 투자자에게 매각을 하게 되었으며, 그 와중에 점차 유저가 감소하면서 경영의 악화 등의 이유로 버프엔터테인먼트에서 로열티를 지불 하지 않았고 미씩측의 지원은 정지 되었으며, 서비스를 종료하게 되었다. 그러나, 미씩엔터테인먼트의 지원 정지에도 불구하고 새로운 회사에서 서비스가 계속되었다. 서버 불안정과 점검 등의 이유로 한 유저의 의해 합법적이지 못한 서비스 사실이 밝혀지면서, 결국 다옥 서비스 운영은 종료되어 한국에서 막을 내리게 되었다.

## 평가
| 평가 |                     |
| --- | ------------------- |
| 통합 점수 통합사 점수 게임랭킹스 88% (24 reviews) [ 2 ] 메타크리틱 88/100 (18 reviews) [ 3 ] 평론 점수 평론사 점수 CGW [ 4 ] 게임 인포머 8.5/10 [ 5 ] 게임스팟 91/100 [ 6 ] 게임스파이 92/100 [ 7 ] IGN 90/100 [ 8 ] PC Magazine [ 9 ] Gameplanet [ 10 ] |                     |
| 통합 점수 |                     |
| 통합사 | 점수                |
| 게임랭킹스 | 88% (24 reviews)    |
| 메타크리틱 | 88/100 (18 reviews) |
| 평론 점수 |                     |
| 평론사 | 점수                |
| CGW | [ 4 ]               |
| 게임 인포머 | 8.5/10              |
| 게임스팟 | 91/100              |
| 게임스파이 | 92/100              |
| IGN | 90/100              |
| PC Magazine | [ 9 ]               |
| Gameplanet | [ 10 ]              |